# Robert A. Ferretti
Robert Anthony Ferretti (* 24. Februar 1948) ist ein US-amerikanischer Filmeditor.

## Leben
Nach seinem Studium am Columbia College Hollywood konnte Ferretti bereits 1982 mit der Komödie Der Typ mit dem irren Blick seinen ersten eigenverantwortlichen Filmschnitt aufweisen. Nachdem er Mitte der 1980er Jahre vor allen Dingen B-Movie-Action-Filme schnitt, erhielt er mit Lock Up – Überleben ist alles erstmals die Chance einen größeren Film mit dem Schauspieler Sylvester Stallone zu schneiden. Es folgten Filme wie Tango und Cash, Rocky V und Stirb langsam 2, bevor er mit Deadly Revenge – Das Brooklyn-Massaker erstmals für Steven Seagal einen Film schnitt. Insbesondere mit ihm verbindet ihn seitdem eine langjährige Zusammenarbeit, die auch dazu führte, dass Ferretti mit Auf brennendem Eis auch Seagals einzige Regiearbeit schnitt.
Robert A. Ferretti ist Mitglied der American Cinema Editors.

## Filmografie (Auswahl)
- 1982: Der Typ mit dem irren Blick (Zapped!)
- 1985: Asia Mission (Gymkata)
- 1987: Polizeirevier Hill Street (Hill Street Blues) (Fernsehserie, 4 Episoden)
- 1987: Cyclone
- 1989: Lock Up – Überleben ist alles (Lock Up)
- 1989: Tango & Cash
- 1990: Rocky V
- 1990: Stirb langsam 2 (Die Hard 2: Die Harder)
- 1991: Deadly Revenge – Das Brooklyn-Massaker (Out for Justice)
- 1991: Showdown in Little Tokyo
- 1992: Alarmstufe: Rot (Under Siege)
- 1994: Auf brennendem Eis (On Deadly Ground)
- 1995: The Hunted – Der Gejagte (The Hunted)
- 1997: Die Verschwörung im Schatten (Shadow Conspiracy)
- 1997: Fire Down Below
- 1998: U-Bahn-Inferno: Terroristen im Zug (The Taking of Pelham One Two Three)
- 1999: Agenten des Todes (In the Company of Spies)
- 2000: Highlander: Endgame
- 2000: Südlich des Himmels – Westlich der Hölle (South of Heaven, West of Hell)
- 2001: Das Ritual – Im Bann des Bösen (Ritual)
- 2002: Halloween: Resurrection
- 2003: Out for a Kill: Tong Tatoos – Das Tor zur Hölle (Out for a Kill)
- 2004: Salem’s Lot – Brennen muss Salem (Salem’s Lot)
- 2005: Alle Kinder dieser Welt (All the Invisible Children)
- 2005: Today You Die
- 2006: Mercenary for Justice
- 2008: Red Cliff (赤壁; Chìbì)
- 2009: Give ’em Hell Malone
- 2010: Ice Castles
- 2012: Guns and Girls (Guns, Girls and Gambling)
- 2013: Dracula – Prince of Darkness (Dracula: The Dark Prince)
- 2014: Tokarev – Die Vergangenheit stirbt niemals (Rage)
- 2014: Tekken 2 – Kazuya’s Revenge
- 2015: Desecrated
- 2015: The Better Half
- 2015: Baby Geniuses and the Space Baby
- 2016: Code of Honor
- 2016: USS Indianapolis: Men of Courage
- 2018: Surviving the Wild
- 2018: Red Squad

## Auszeichnungen
Satellite Awards
- 2009: Bester Schnitt – Red Cliff (nominiert)